# Carlos Eduardo Soares
Carlos Eduardo Soares (* 2. März 1979 in Campinas), auch bekannt als Ataliba, ist ein ehemaliger brasilianischer Fußballspieler.

## Karriere
Ataliba begann seine Karriere 1997 beim Zweitligisten AA Ponte Preta. 1997 wurde er mit dem Verein Vizemeister der zweiten Liga und stieg in die erste Liga auf. 1999 wechselte er zu Coritiba FC. Für dem Verein bestritt er 34 Erstligaspiele und schoss dabei ein Tor. Danach spielte er beim japanischen Erstligisten Vissel Kōbe und brasilianischen Zweitligisten Sport Recife. 2004 kehrte er zu Coritiba FC zurück. Für dem Verein bestritt er 39 Erstligaspiele und schoss dabei ein Tore. 2005 wechselte er zu Atlético Mineiro. Am Ende der Saison 2005 stieg der Verein in die zweiten Liga ab. 2006 wechselte er zu Botafogo FR. 2007 wechselte er zum Zweitligisten Clube de Regatas Brasil. 2008 wechselte er zum japanischen Kyōto Sanga. 2009 kehrte er nach Brasilien zurück. Danach spielte er bei Marília AC, Vila Nova FC und Paulínia FC. 2014 beendete er seine Karriere als Fußballspieler.